# Liste der Baudenkmäler in Heinrichsthal
Auf dieser Seite sind die Baudenkmäler in der unterfränkischen Gemeinde Heinrichsthal zusammengestellt. Diese Tabelle ist eine Teilliste der Liste der Baudenkmäler in Bayern. Grundlage ist die Bayerische Denkmalliste, die auf Basis des Bayerischen Denkmalschutzgesetzes vom 1. Oktober 1973 erstmals erstellt wurde und seither durch das Bayerische Landesamt für Denkmalpflege geführt wird. Die folgenden Angaben ersetzen nicht die rechtsverbindliche Auskunft der Denkmalschutzbehörde.
 Diese Liste gibt den Fortschreibungsstand vom 15. April 2020 wieder und enthält 5 Baudenkmäler.

## Baudenkmäler
| Lage                          | Objekt                                      | Beschreibung | Akten-Nr.             | Bild           |
| ----------------------------- | ------------------------------------------- | --- | --------------------- | -------------- |
| Flurabteilung „Im Glasweg“ () | Bildstock                                   | 1892 nicht nachqualifiziert, im Bayerischen Denkmal-Atlas nicht kartiert                                        | D-6-71-128-5 Wikidata |                |
| Jakobsthaler Rödung ()        | Bildstock                                   | nicht nachqualifiziert, im Bayerischen Denkmal-Atlas nicht kartiert                                             | D-6-71-128-4 Wikidata |                |
| Settles (Standort)            | Bildstock, sogenanntes Muttergotteshellchen | Balusterartiger Pfeiler mit Giebeldachaufsatz mit floralem Relief und Bildnische, Holz, frühe Nachkriegszeit    | D-6-71-128-3 Wikidata | BW             |
| Schulstraße 7 (Standort)      | Katholische Kuratie-Kirche St. Georg        | Saalkirche mit Westturm, unverputzter Bruchsteinbau mit Lisenengliederung und Satteldach, 1834; mit Ausstattung | D-6-71-128-1 Wikidata | weitere Bilder |
| Wiesener Weg 10 (Standort)    | Madonnenskulptur                            | Auf ausbauchendem Inschriftensockel mit rundbogiger Aussparung, Sandstein, bez. 1724, ehemalige Nische verloren | D-6-71-128-2 Wikidata | BW             |